# 할로윈 8: 부활
《할로윈 8: 부활》(영어: Halloween: Resurrection)은 2002년 개봉한 미국의 슬래셔 영화이다. 《할로윈 7: H20》(1998)의 속편이며 할로윈 시리즈 8번째 작품이다.
2007년 시리즈 9번째 작품 《할로윈: 살인마의 탄생》이 개봉하였다.

## 출연
- 제이미 리 커티스
- 버스타 라임스
- 비앙카 카일릭
- 숀 패트릭 토머스
- 데이지 매크래킨
- 케이티 새코프
- 루크 커비
- 토머스 이언 니컬러스
- 라이언 메리먼
- 타이라 뱅크스
- 로레나 게일

## 기타 제작진
- 공동 제작: 맬릭 어카드
- 배역: 로스 브라운, 로빈 나시프, 패트릭 바카
- 미술: 트로이 핸슨
- 특수 효과: 제이미슨 고에이